# Renato Gaeta
Renato Gaeta (Nápoles, 24 de abril de 1959) es un deportista italiano que compitió en remo. Ganó dos medallas de bronce en el Campeonato Mundial de Remo, en los años 1983 y 1987.

## Palmarés internacional
| Campeonato Mundial | Campeonato Mundial     | Campeonato Mundial | Campeonato Mundial |
| Año                | Lugar                  | Medalla            | Prueba             |
| ------------------ | ---------------------- | ------------------ | ------------------ |
| 1983               | Duisburgo (RFA)        | Medalla de bronce  | Cuatro scull       |
| 1987               | Copenhague (Dinamarca) | Medalla de bronce  | Cuatro con timonel |